# Železniška proga Ljubljana–Dobova–d. m.
Železniška proga Ljubljana–Dobova–državna meja je ena izmed železniških prog, ki sestavljajo železniško omrežje v Sloveniji. Po prehodu državne meje s Hrvaško se nadaljuje proti Zagrebu kot železniška proga Savski Marof–Zagreb. Postaje na progi so:

## Zgodovina
20. februarja 2011 je na odseku Zalog–Laze iztirila dizelska lokomotiva, ki je zdrsnila po bregu Ljubljanice (a ne vanjo). Pri tem sta bila ranjena dva železničarja in v reko se je izlilo okoli 2000 litrov dizelskega goriva.
- Proga med Savo in Zagorjem